# Війчик рудощокий
Війчик рудощокий (Abroscopus albogularis) — вид горобцеподібних птахів родини Cettiidae.

## Поширення
Вид поширений на сході Непалу, в Ассамі, Бутані, на північному сході Бангладеш, в М'янмі, Лаосі, В'єтнамі, на півночі Таїланду, півдні Китаю, на Тайвані. Природним середовищем існування є субтропічний або тропічний вологий низинний ліс.

## Опис
Дрібні, досить стрункі птахи з широким дзьобом. Тіло завдовжки 8-9 см, вага 4-5 г.

## Спосіб життя
Полює на дрібних комах.

## Підвиди
- Abroscopus albogularis albogularis (F. Moore, 1854) — схід Непалу, північний схід Індії, Бутан, схід Бангладеш, захід М'янми та південь Китаю;
- Abroscopus albogularis hugonis (Deignan, 1938) — північна та східна М'янма, північно-західний Таїланд;
- Abroscopus albogularis fulvifacies (Swinhoe, 1870) — південь Китаю, Тайвань, північ і центральний Лаос, північ та центральний В'єтнам.